# IL23A
IL23A (англ. Interleukin 23 subunit alpha) – білок, який кодується однойменним геном, розташованим у людей на 12-й хромосомі. Довжина поліпептидного ланцюга білка становить 189 амінокислот, а молекулярна маса — 20 730.
| 10         |  | 20         |  | 30         |  | 40         |  | 50         |
| ---------- |  | ---------- |  | ---------- |  | ---------- |  | ---------- |
| MLGSRAVMLL |  | LLLPWTAQGR |  | AVPGGSSPAW |  | TQCQQLSQKL |  | CTLAWSAHPL |
| VGHMDLREEG |  | DEETTNDVPH |  | IQCGDGCDPQ |  | GLRDNSQFCL |  | QRIHQGLIFY |
| EKLLGSDIFT |  | GEPSLLPDSP |  | VGQLHASLLG |  | LSQLLQPEGH |  | HWETQQIPSL |
| SPSQPWQRLL |  | LRFKILRSLQ |  | AFVAVAARVF |  | AHGAATLSP  |  |            |

A: Аланін

C: Цистеїн

D: Аспарагінова кислота

E: Глутамінова кислота

F: Фенілаланін

G: Гліцин

H: Гістидин

I: Ізолейцин

K: Лізин

L: Лейцин

M: Метіонін

N: Аспарагін

P: Пролін

Q: Глутамін

R: Аргінін

S: Серин

T: Треонін

V: Валін

W: Триптофан

Кодований геном білок за функцією належить до цитокінів. 
Задіяний у таких біологічних процесах, як імунітет, вроджений імунітет, запальна відповідь, ремоделювання тканини, противірусний захист. 
Секретований назовні.